# Compagnie Bancaire Helvétique
CBH Compagnie Bancaire Helvétique SA (CBH Bank) — швейцарская финансовая компания с филиалами в Великобритании, Люксембурге, Багамских островах, Израиле, Гонконге и Бразилии. Принадлежит семье Бенхаму.
Компания была основана в 1975 году как брокерская контора, в 1991 году получила банковскую лицензию. В 2014 году был куплен швейцарский частный банк Banque Privee Espirito Santo; он принадлежал португальской семье Эсприту Санту и специализировался на работе с клиентами из Испании, Португалии и Латинской Америки.
В 2022 году The Telegraph опубликовала материал, в котором утверждалось, что Алия Назарбаева приобрела 51 % акций банка, но представители банка отрицали этот факт.
CBH Bank неоднократно обвинялся в содействии отмыванию денег, в частности для клиентов из Венесуэлы.